# جنس الفرع

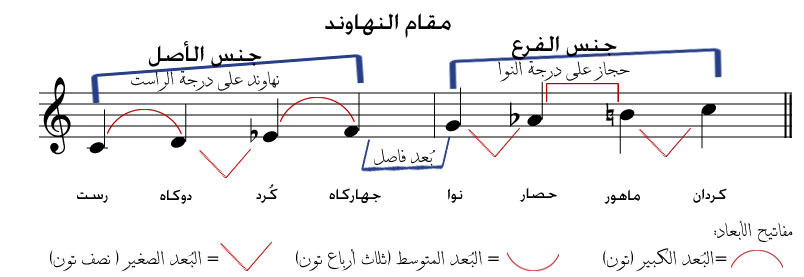
مقام النهاوند الأساسي، فيه جنس الفرع حجاز

جنس الفرع هو الجنس الذي يبدأ من نغمة الغماز للمقام. لذا عادة ما يبدأ الجنس الفرعي مع النغمة الرابعة أو الخامسة للمقام، وتختلف مسميات المقامات وفقا للتركيبة المتكونة من دمج جنسي الأصل والفرع، ويتكون ما يعرف بالمقامات القريبة.

## مثال
مقام نهاوند الطبيعي، جنس الأصل فيه هو جنس نهاوند، ويكون جنس الفرع فيه هو جنس حجاز على درجة النوا (صول)، ولكن إن تغير جنس الفرع وأصبح جنس كرد مثلا، أصبح ا
اسم المقام نهاوند كردي.